# Hrabičov
Hrabičov – wieś (obec) na Słowacji położona w kraju bańskobystrzyckim, w powiecie Žarnovica. Pierwsze wzmianki o miejscowości pochodzą z roku 1828.
Według danych z dnia 31 grudnia 2012, wieś zamieszkiwały 582 osoby, w tym 292 kobiety i 290 mężczyzn.
W 2001 roku rozkład populacji względem narodowości i przynależności etnicznej wyglądał następująco:
- Słowacy – 99,51%
- Czesi – 0,16%
- Polacy – 0,16%
- Romowie – 0,16%

Ze względu na wyznawaną religię struktura mieszkańców kształtowała się w 2001 roku następująco:
- Katolicy rzymscy – 95,07%
- Ateiści – 2,46%
- Nie podano – 0,33%